# Комора инжењера пољопривреде Републике Српске
Комора инжењера пољопривреде Републике Српске је независна, професионална и струковна организација која обавља стручне послове у области пољопривреде у Републици Српској.

## Оснивање и чланство
Комора је основана у јуну 2009. године на основу Закона о Комори инжењера пољопривреде Републике Српске. Међутим, њена конститутивна скупштина одржана је тек 21. јула 2010. године. Том приликом изабран је предсједник Коморе и чланови Извршног и Надзорног одбора. Сједиште јој се налази у Бањој Луци и има својство правног лица, као и свој рачун.
Чланови Коморе могу бити дипломирани инжењери пољопривреде, односно агрономије свих смјерова, дипломирани инжењери биотехничких наука агрономског смјера и инжењери пољопривреде који обављају стручне послове у области пољопривреде. Чланови могу бити и инжењери пољопривреде који нису запослени, запослени ван струке и пензионисани инжењери пољопривреде. Комора може имати и почасне чланове који су дали посебан допринос развоју пољопривреде, као и чланове донаторе.
За обављање одређених стручних послова из области пољопривреде инжењери пољопривреде полажу стручни испит.

## Дјелатност
Комора обавља сљедеће послове:
- заступа и штити интересе чланова Коморе,
- организује стручно усавршавање својих чланова,
- издаје, обнавља и одузима одобрење за обављање стручних послова у области пољопривреде,
- покреће иницијативе за доношење или измјену закона и других прописа из области пољопривреде,
- даје мишљење на нацрте и предлоге закона и друге прописе из области пољопривреде,
- доноси кодекс професионалне етике,
- врши упис чланова Коморе у именик који је јавна књига,
- издаје легитимацију члановима Коморе.

Комора обавља и друге послове који јој се законом повјере као јавна овлашћења.